# Museu de Santa Cruz

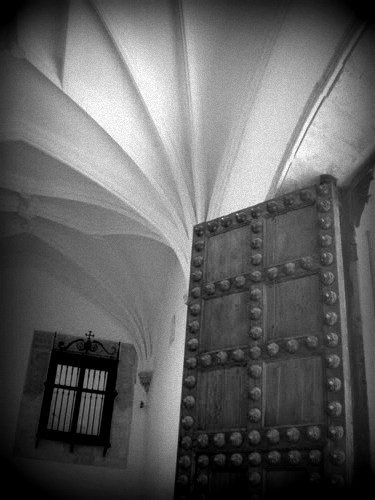
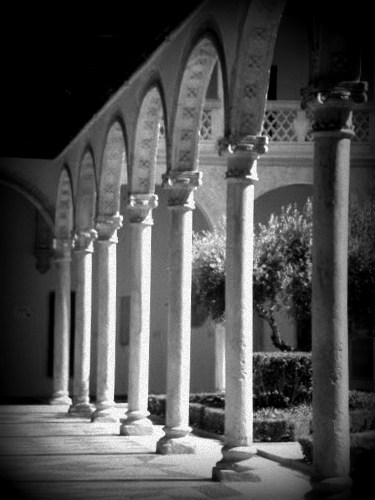

El Museu de Santa Cruz és un important edifici del segle xvi de la ciutat de Toledo (Espanya). En el seu origen va ser un important hospital. La seva inauguració en museu es va realitzar el 1961.
L'hospital va ser fundat pel cardenal Mendoza per centralitzar l'assistència a nens orfes i desemparats de la ciutat. Té amb una notable portalada plateresca, obra d'Alonso de Covarrubias. L'edifici té planta de creu grega i quatre patis, dels quals dos es van reconstruir per complet. El primer és de Covarrubias i dona accés al pis superior mitjançant una escala de tres trams.
El museu consta de dues plantes. El creuer abasta els dos pisos i està cobert amb voltes de creueria. Al braç nord se situava la capella. Els fons de Belles Arts es distribueixen en la primera i segona planta de l'edifici, i els d'arqueologia, al «Claustre Noble» i en un pis subterrani. Les Arts decoratives tenen una mostra d'artesania popular toledana, que se situa també al pis del soterrani.
El museu compta amb tres seccions:
- Arqueologia. Es mostren peces de diverses etapes des de la prehistòria fins a l'actualitat i de cultures com la visigòtica, la romana, l'àrab i la mudèjar.
- Belles Arts. Es troben peces d'escultura i pintura, destacant la secció de pintura toledana. Entre les seves obres més importants hi ha una sèrie de pintures de El Greco.
- Arts decoratives. Abasta les tradicions de cultura popular principalment de forja, teixits i orfebreria.

## Descripció artística

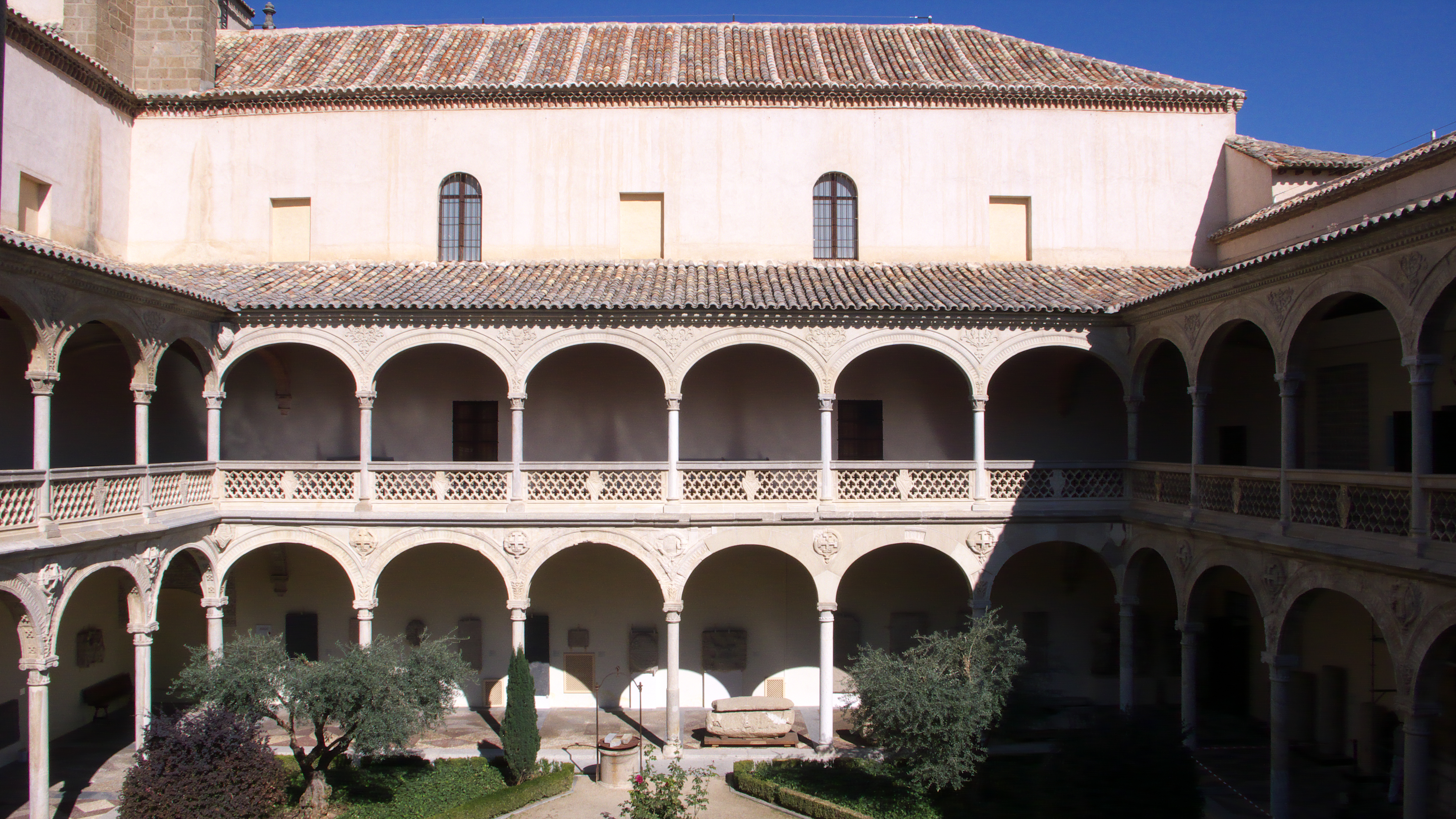
Claustre del museu realitzat per Alonso de Covarrubias

Es va construir amb quatre crugies que es creuen en quatre patis per a la ventilació i per fer-ho s'utilitzen finestres altes. Es troba encara inacabat i es va idear com un edifici exempt. L'altar se situa en el centre i de patis se n'ideen set, dels quals es fan quatre i d'aquests quatre, només un es va arribar a finalitzar per Alonso de Covarrubias.
Les quatre grans crugies o corredors, connecten amb els patis, en dos pisos realitzats per Enrique Egas i en el centre es troba la taula amb l'altar. Els arcs són carpanells i sobre pilars amb fullaraques i querubins i l'escut de Mendoza.
El cobriment és de fusta emmarcada de cassetons. La fusta té funció decorativa i utilitària. Els carreus estan ben treballats i la portalada realitzada per Covarrubias, la va fer adovellada, l'entaulament flanquejat per columnes apariades i amb fornícules i dosserets; i decoració grotesca als fusts.
El frontó és clàssic de volta rodona que allotja el Descobriment del Lignum crucis per Santa Helena. Sosté l'entaulament amb un altre cos. Es va trencar una arquivolta per col·locar una fornícula que representa La caritat. A la part superior hi ha Els esposoris de la verge amb dofins.